# 特維斯特河
53°19′33.25″N 9°14′57.25″E / 53.3259028°N 9.2492361°E
特維斯特河（德語：Twiste），是德國的河流，位於該國西北部，由下薩克森州負責管轄，屬於奧斯特河的右支流，河道全長16公里，河口處在采芬附近。